# Bacteriuria
Bacteriuria significa etimológicamente bacterias en la orina. Puede hablarse de bacteriuria significativa cuando el número de bacterias es superior a 100 000 por ml (>100 000 Unidades Formadoras de Colonia /mL). de orina, carga bacteriana superior a la justificable por mera contaminación de la uretra anterior, por lo que debe sospecharse infección. La bacteriuria asintomática hace referencia a la bacteriuria significativa en dos urocultivos consecutivos en un paciente sin síntomas.
En general, la bacteriuria asintomática no es una infección y no necesita ser tratada, ya que no causa daño. Sin embargo, hay grupos que tienen riesgo de desarrollar infección renal o sepsis si no reciben tratamiento, entre ellos las embarazadas.

## Diagnóstico
Las pruebas de bacteriuria generalmente se realizan en personas con síntomas de una infección del tracto urinario. Ciertas poblaciones que no pueden sentir o expresar síntomas de una infección también se prueban cuando muestran síntomas inespecíficos. Por ejemplo, la confusión u otros cambios en el comportamiento pueden ser un signo de infección en los ancianos. La detección de bacteriuria asintomática durante el embarazo es una rutina común en muchos países, pero es controvertida.
El estándar de oro para detectar bacteriuria es un cultivo bacteriano que identifica la concentración de células bacterianas en la orina. El urocultivo es cuantitativo y muy confiable, pero tarda al menos un día para obtener un resultado. La miniaturización del cultivo bacteriano en formato de tira reactiva, tira reactiva digital, permite la detección, identificación y cuantificación bacteriana de bacteriuria en un plazo de 10 a 12 horas.  Los médicos a menudo tratarán la bacteriuria sintomática según los resultados de la prueba con tira reactiva de orina mientras esperan los resultados del cultivo.
La bacteriuria generalmente se puede detectar mediante una prueba de tira reactiva de orina . La prueba de nitrito detecta bacterias reductoras de nitratos si crecen en grandes cantidades en la orina. Una prueba con tira reactiva negativa no excluye la bacteriuria, ya que no todas las bacterias que pueden colonizar el tracto urinario reducen los nitratos, y una prueba positiva en personas sin síntomas no necesariamente significa bacteriuria. La prueba de esterasa leucocitaria detecta indirectamente la presencia de leucocitos (glóbulos blancos) en la orina que pueden estar o no asociados con una infección del tracto urinario. La prueba de la tira reactiva de orina está disponible y proporciona resultados rápidos, pero poco fiables.
La microscopía también se puede utilizar para detectar bacteriuria, aunque rara vez se usa en la rutina clínica, ya que requiere más tiempo y equipo y no permite una identificación o cuantificación confiable de la especie bacteriana causal.
Se hace diagnóstico de bacteriuria si se aísla una sola especie bacteriana en una concentración superior a 100,000 unidades formadoras de colonias por mililitro de orina en muestras de orina de flujo medio de recogida limpia. En las muestras de orina obtenidas de mujeres, existe el riesgo de contaminación bacteriana de la flora vaginal. Por lo tanto, en la investigación, generalmente se analiza una segunda muestra para confirmar la bacteriuria asintomática en mujeres. Para la orina recolectada mediante cateterismo vesical en hombres y mujeres, una sola muestra de orina con más de 100,000 unidades formadoras de colonias de una sola especie por mililitro se considera diagnóstica. El umbral para las mujeres que presentan síntomas de infección urinaria puede ser tan bajo como 100 unidades formadoras de colonias de una sola especie por mililitro. Sin embargo, las bacterias por debajo de un umbral de 10,000 unidades formadoras de colonias por mililitro generalmente se informan como "sin crecimiento" por los laboratorios clínicos.
Utilizando técnicas especiales, también se han encontrado ciertas bacterias que no causan enfermedades en la orina de personas sanas. Estos son parte de la microbiota urinaria residente, las cuales generalmente en una concentración menor a la detectable por medio del urocultivo.

## Tratamiento
La bacteriuria debe ser tratada siempre que se encuentre acompañada de sintomalogía concordante con una infección de vías urinarias; sin embargo, la bacteriuria asintomática debe ser tratada solamente en los grupos de alto riesgo, ya que se ha demostrado que en grupos de pacientes de mediano y bajo riesgo, la administración de medicamentos no se asocia con un beneficio clínico, pero sí con eventos adversos relacionados con la administración de los medicamentos y con mayores tasas de resistencia antibiótica en infecciones de vías urinarias futuras en los mismos pacientes. Por estos motivos, actualmente sólo se recomienda realizar tamizaje y tratamiento de la bacteriuria asintomática en mujeres embarazadas (no realizar tratamiento aumenta el riesgo de parto pretérmino, bajo peso al nacer, muerte perinatal y pielonefritis), adultos mayores sin sintomatología urinaria pero con bacteriuria y fiebre y otros datos sugestivos de sepsis de origen urinario, personas con neutropenia de alto riesgo, y personas a quienes se les realizarán procedimientos endoscópicos urológicos, con evidencia controversial acerca del beneficio en receptores de trasplantes renales durante el primer mes después del trasplante. No es recomendable realizar tratamiento en personas con bacteriuria asintomática solamente por padecer diabetes mellitus, delirios, neutropenia leve o moderada, alteración del vaciado vesical, o ser receptores de trasplantes renales o portadores de una sonda urinaria.
El tratamiento es a base de antibióticos de la misma forma que si se tratara de una infección de vías urinarias, según la epidemiología local y los niveles de resistencia antibiótica reportados en la región.